# Für den unbekannten Hund
Für den unbekannten Hund ist ein deutsches Filmdrama aus dem Jahr 2007. Für Drehbuch, Produktion und Regie zeichneten wie schon bei Oi!Warning die Zwillingsbrüder Dominik Reding und Benjamin Reding verantwortlich. Es ist ihr zweiter abendfüllender Spielfilm und nach Frank Beyers Spur der Steine (1966) der zweite Spielfilm in der deutschen Kinogeschichte, der sich inhaltlich mit der Lebenswirklichkeit reisender Handwerker auf der Walz (Wanderjahre) auseinandersetzt. Als weitere Besonderheit wird in weiten Teilen der Handlung die historische Geheimsprache der Bettler und Wandergesellen, das sogenannte Rotwelsch gesprochen.

## Handlung
Der Betonbauergeselle Bastian gesteht seinem Kumpel Maik, an einer Tankstelle einen Stadtstreicher getötet zu haben, angeblich „nur so zum Spaß“. Doch dieser nutzt seine Mitwisserschaft eiskalt aus, und verlangt von Bastian, für ihn einen Bankautomaten aufzubrechen. Bastian wird erwischt und verbüßt eine Haftstrafe. Noch am Tag von Bastians Entlassung fordert Maik erneut Schweigegeld. Um den Erpressungsversuchen zu entkommen, versteckt sich Bastian mit einem Messer bewaffnet auf der Toilette von Maiks Stammkneipe, um die Situation gewaltsam zu beenden. Doch durch ein Versehen wird Bastian von einem angetrunkenen Wandergesellen mit seinem eigenen Messer schwer verletzt. Der Steinmetzgeselle Samarit zieht ihm das Messer wieder heraus und rettet ihm somit das Leben. Als Wiedergutmachung habe Bastian nun einen Wunsch frei. Bastian erkennt die Möglichkeit zur Flucht vor seinem Erpresser Maik und möchte mit auf Wanderschaft genommen werden.
Zunächst sechs Wochen auf Probe darf Bastian mit auf „Tippelei“, dann soll Festus’ Gesellenbruderschaft entscheiden, ob er sich als Wandergeselle genug bewährt hat und für die traditionelle dreijährige Wanderzeit bei ihnen bleiben darf oder nicht. Festus stellt Bastian den Steinmetzgesellen Samarit zur Seite, der ihn in diesen ersten Tagen der Wanderschaft begleiten und ihn in das harte „Leben auf der Straße“ einführen soll. Aber Bastian kommt mit den Regeln und Gebräuchen der Wanderschaft nicht zurecht. Schon auf der ersten gemeinsamen Baustelle, dem Wiederaufbau einer Kirchenruine, versagt Bastian kläglich: Durch seine Unachtsamkeit verschuldet stürzt Samarit vom Kirchendach und verletzt sich schwer.
Noch im Krankenhaus teilt Festus dem aufgelösten Bastian mit, dass es für ihn aus ist mit der Wanderschaft. Bastian fürchtet, nach einer Rückkehr nach Wismar wieder seinem Erpresser Maik ausgeliefert zu sein. Er bittet um eine zweite Chance und fragt Festus nach seinen eigenen Fehlern während der Wanderschaft. Hierauf berichtet dieser von seinem ehemaligen Wanderkollegen Schmiege, von dem sich Festus im Streit getrennt hatte, und der kurz darauf erschlagen wurde. Bastian erhält eine zweite Chance und muss nun gemeinsam mit dem bärbeißigen Festus auf Wanderschaft gehen.
Auf dieser Wanderschaft muss sich Bastian bewähren und lernen, dass „auf der Walz sein“ nichts mit „Coolness“ und wenig mit Handwerkskunst, viel aber mit dem eigenen Charakter, der Fähigkeit zu Toleranz und Ehrlichkeit zu tun hat. Bastian reist mit Festus von Ort zu Ort, von Erfahrung zu Erfahrung: Mit Inke, der verwegenen Kluftschneiderin, die mit Bastian und ihrem Freund gleich zu dritt ins Bett gehen möchte, mit Lemmy, dem Biker, vor dessen Eifersucht und kräftigen Fäusten Bastian sich und Festus retten muss und mit der Rockerbraut Leila, die zusammen mit Bastian auf der Bühne eines Motorradtreffens strippt und Festus früher einmal geliebt hat und immer noch liebt.
Auch äußerlich verändert sich Bastian. Er ist Festus’ getötetem Kumpel Schmiege ähnlich geworden. Mit Schmieges alten, in einer Hamburger Kluftschneiderei einlagernden Kleidungsstücken hat Festus tatkräftig dafür gesorgt, der mit Bastian seinen verlorenen Freund Schmiege ein Stück weit wiederauferstehen lassen möchte, um etwas von seiner Schuld abzutragen. Sogar Schmieges Gesellenlieder bringt Festus Bastian bei. Bei einem gemeinsamen Fußmarsch durch ein undurchdringlich-sumpfiges Waldstück pfeift ihm Festus Schmieges Lieblingslied vor: „Als wir jüngst verschütt gegangen waren“. Diese Melodie kennt Bastian – von dem „Penner“ an der Tankstelle bei Wismar. Jetzt erst wird Bastian klar, dass er damals Festus besten Freund Schmiege getötet hatte.
Nach einem letzten gemeinsamen Besuch bei Leila und ihren Motorradclub-Freunden zieht Bastian die Konsequenzen aus seiner Erkenntnis: Er legt die Kleidung der Wandergesellen ab und beichtet Festus schriftlich, dass er es war, der seinen Freund Schmiege getötet hat. Nach anfänglicher Flucht Bastians treffen die beiden doch aufeinander: Festus will Bastian töten. Auf dem Gelände des Bikerclubs kommt es zum erbitterten Kampf, an dessen Ende aber Festus Bastian erschöpft umarmt und ihm schließlich verzeiht. Auf einem anschließenden Gesellentreffen bittet Festus seine Wanderkollegen sogar um die dauerhafte Aufnahme Bastians in die Bruderschaft. Doch Samarit hat herausbekommen, dass Bastian vorbestraft ist, was eine Aufnahme ausschließt.
Festus kann diese Niederlage nicht verwinden und beendet die Wanderschaft. In Samarits hochtechnisiertem Steinmetzbetrieb arbeitet er von nun an, enttäuscht, erloschen, ernüchtert. Bastian aber tippelt alleine weiter; er ist seinem einstigen Opfer Schmiege zum Verwechseln ähnlich geworden. Sein Ziel: Weiter zu wandern und somit Schmieges abgebrochenen Lebensweg fortzusetzen.

## Hintergrund

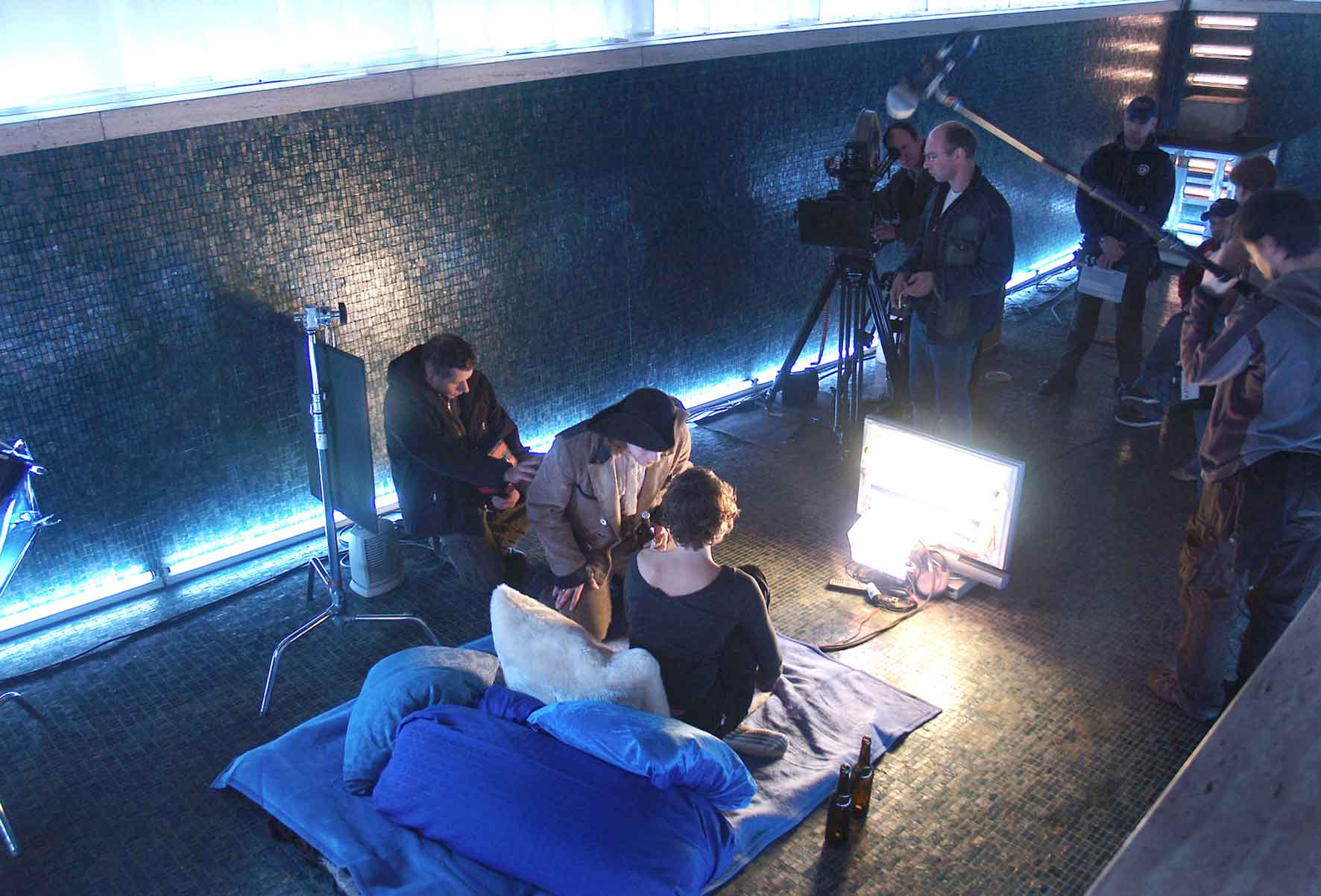
Dominik Reding (Regie), Sascha Reimann (Rolle: „Festus“) und Katharina Lorenz (Rolle: „Inke“) bei einer Dreh-Probe.

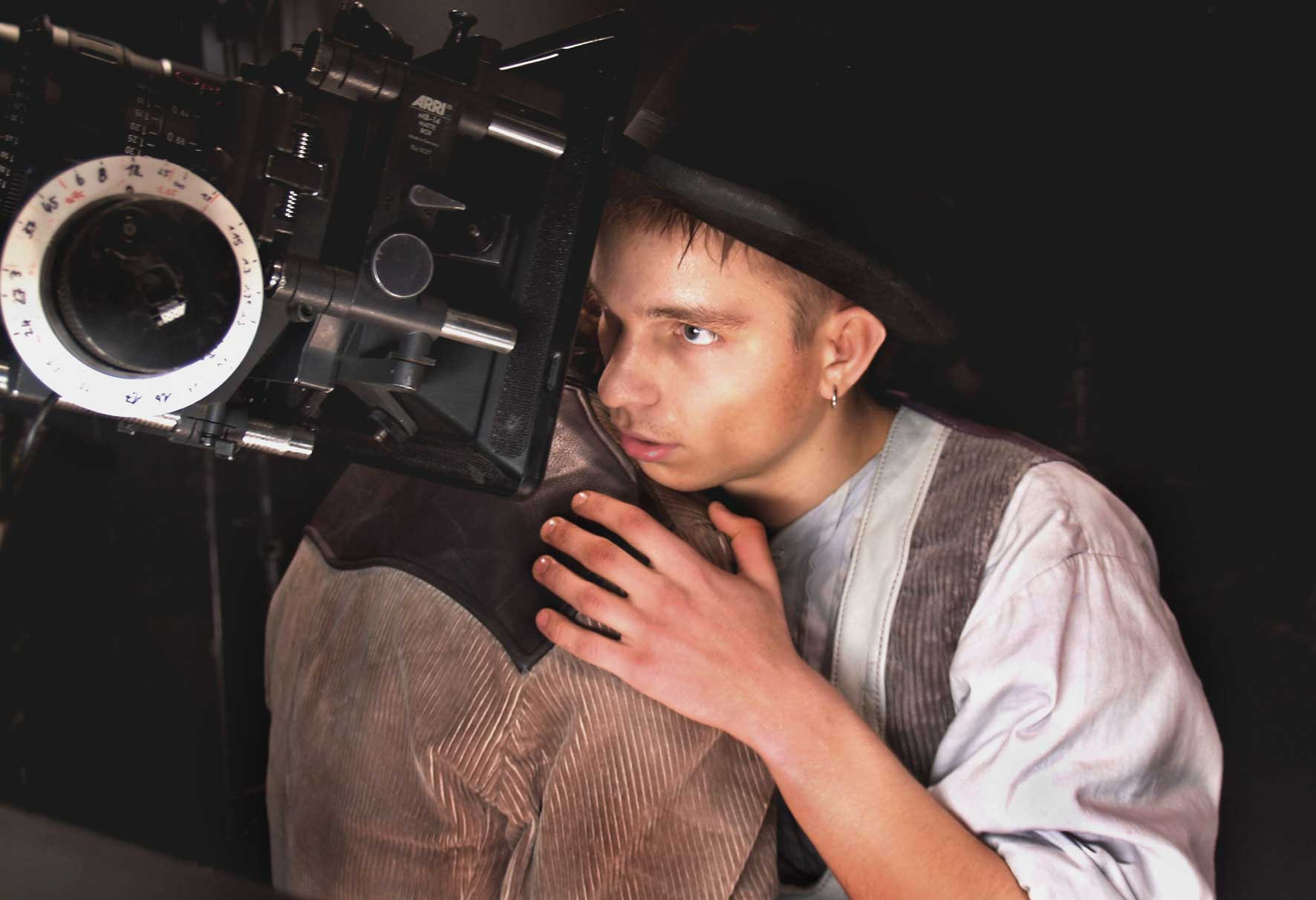
Lukas Steltner (als Betonbauergeselle Bastian) bei einer Kameraprobe

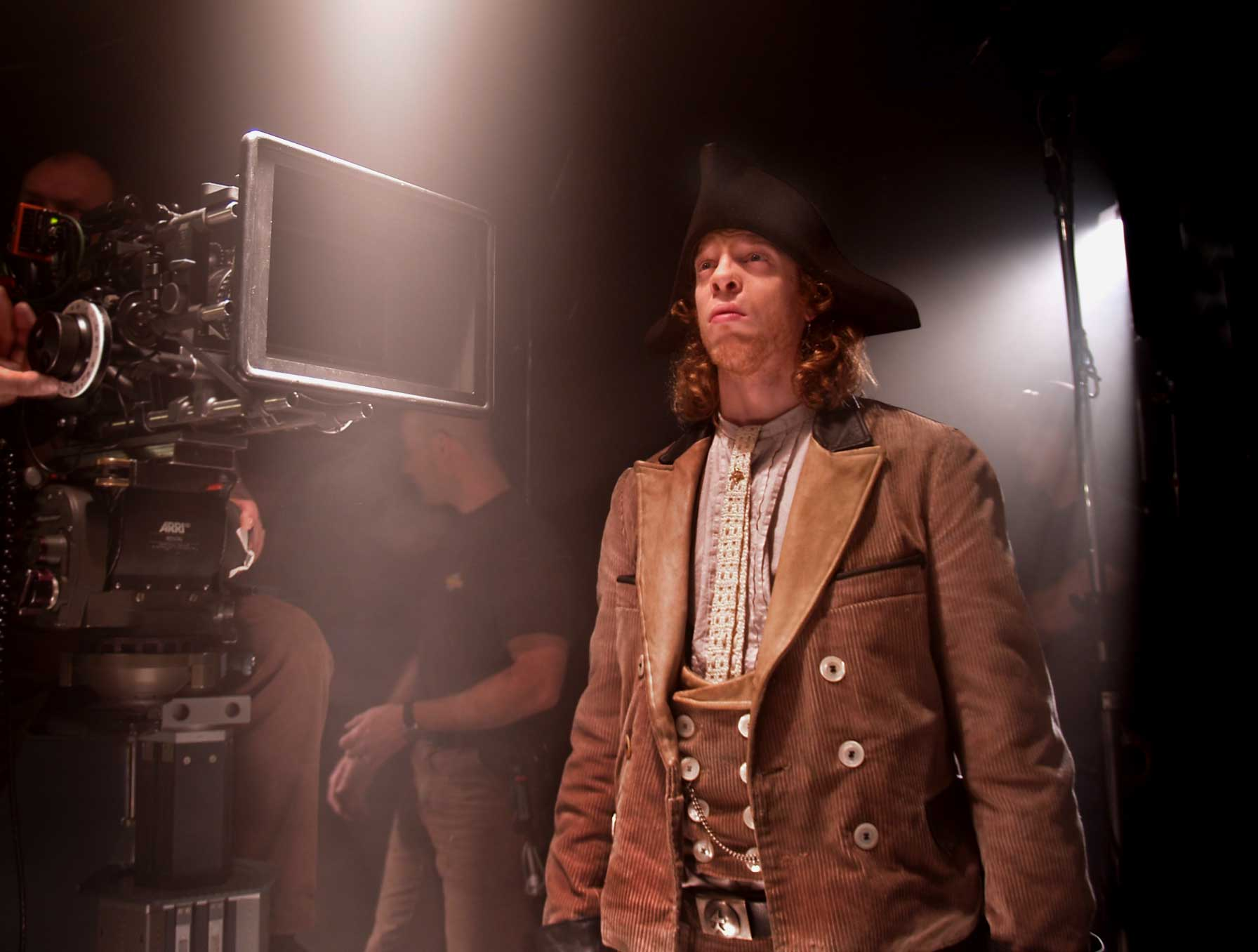
Sascha Reimann als Wandergeselle „Festus“ bei einer Kameraprobe

Die Dreharbeiten fanden von Anfang Oktober bis Ende November 2005 statt. Gedreht wurde in sieben Bundesländern (Nordrhein-Westfalen, Hessen, Thüringen, Schleswig-Holstein, Mecklenburg-Vorpommern, Brandenburg und Berlin), an über 20 Orten (u. a. in Wuppertal, Castrop-Rauxel, Essen, Herdecke, Hagen, Unna-Bönen (Zeche Königsborn), Dortmund (Westfalenpark), Lippstadt, Hürth (Feierabendhaus Knapsack), Rhein-Herne-Kanal, Hattingen, Remscheid, Radevormwald, Finnentrop (Laufwasserkraftwerk Lenhausen), Diemeltalsperre bei Marsberg, Maxhütte Unterwellenborn, Wismar, Bad Bramstedt, Insel Poel und Berlin) und während einer Ballonfahrt über Luckenwalde/Brandenburg. Weitere vier digitale Drehtage fanden abschließend in Stuttgart statt.
Nach den Angaben der Regisseure und Autoren Dominik und Benjamin Reding war für sie die Ermordung des Schülers Marinus Schöberl im Jahr 2002 durch drei Jugendliche in Potzlow ein entscheidender Auslöser, eine Geschichte über den Umgang eines jungen Mörders mit seiner Tat zu erzählen. Es sei ihnen in ihrem Film um die Frage gegangen, wie der junge Täter, aber auch die Gesellschaft mit einer solchen Tat umgeht. Es habe sie beim Schreiben des Drehbuches dabei besonders interessiert, ob es noch andere Formen der Sühne geben könne, als die üblichen staatlichen Instrumente Erziehungsheim, Jugendknast und Psychiatrie.
In Für den unbekannten Hund spielte Sascha Reimann als Wandergeselle Festus seine erste Hauptrolle. 2009 war er unter der Regie von Sven Taddicken in 12 Meter ohne Kopf als Pirat Beule und in Henna Peschels Dicke Hose erneut auf der Kinoleinwand zu sehen. Im Jahr 2011 spielte er im Tatort Hochzeitsnacht (Regie: Florian Baxmeyer) den Kriminellen Simon. Lukas Steltner, der ebenfalls in Für den unbekannten Hund als Schauspieler debütierte, stand 2010 in den ZDF-Produktionen Burn Out/Abgebrannt (Regie: Suelbiye Guernar-Freytag) und Kriegerin (Regie: David Wnendt) sowie in Stadt, Land, Fluss (Regie Benjamin Cantu) vor der Kamera. 2011 übernahm er in der ZDF-Krimiserie Stolberg in der Folge Unter Feuer (Regie: Michael Schneider) eine Episoden-Hauptrolle.
Die deutsche Erstaufführung von Für den unbekannten Hund fand am 6. Dezember 2007 im Verleih der Senator Entertainment in Berlin in den Kant-Kinos statt, am selben Tag startete der Film bundesweit in den Kinos.

## Kritik
Wie ihr Debüt-Spielfilm Oi!Warning wurde auch der zweite Kinofilm der Reding-Brüder intensiv in der Presse wahrgenommen. Der ernste Grundton des Films, seine außergewöhnliche optische Gestaltung, die Schauspielführung und insbesondere die Darstellung des bärbeißigen Wandergesellen Festus durch den Rapper Sascha Reimann (Ferris MC) standen dabei im Zentrum des medialen Interesses.
So konstatiert beispielsweise der Kölner Stadt-Anzeiger: „Dominik und Benjamin Reding haben auch mit dem unbekannten Hund erneut einen düsteren, skeptischen Film gedreht. Einen Film indes, der sich immer wieder so unerwartet aufhellt wie das Gesicht des wunderbaren Sascha Reimann, wenn er allen Härten des Wanderns zum Trotz feixend das Fest des Lebens beschwört.“
Hanns-Georg Rodek bemerkt in der Welt zur optischen Gestaltung: „Die Augen. Gleich am Anfang gehen sie einem über, wenn Bastian durch eine schier endlose Flucht von Türen und Gängen geht. Da merkt man, dass die Redings eine Vorstellung davon haben, was Kino ist, von kühnen Bildausschnitten, von Licht und Dunkel, von einer ausgeklügelten Farbdramaturgie- und sie werden diese eigenwillige Bildsprache durchhalten.“
In weiteren Kritiken wurde Für den unbekannten Hund mehrfach und ausdrücklich mit dem Erstlingsfilm der Reding-Brüder Oi!Warning und ihrem Tatort Fette Krieger, (SWR, 2001) verglichen.
Der Tagesspiegel schreibt dazu: „Nach ihrem Erstling Oi!WARNING über die Freundschaft zwischen einem Punk und einem Skinhead und nach einem in der Hip-Hop-Szene angesiedelten Tatort setzen die Reding-Zwillinge, Jahrgang 1969, erneut auf Stil-Anarchie. Ihr ohne Fernsehbeteiligung selbst produziertes Roadmovie ist ein wilder Psycho-Trip, eine extrem explosive Mischung: rüde Typen, wüste Schnitte, Knallfarben und Pyromanie, Mittelalter und Apokalypse, Händel und Heavy Metal.“
Angie Dullinger vergleicht die beiden Kinofilme der Reding-Brüder in einem Artikel in der Münchner Abendzeitung und schlussfolgert: „Auch ihr neuer Film Für den unbekannten Hund ist ein Gesamtkunstwerk zu den großen Themen Gewalt, Schuld und Sühne. Verstörend, geheimnis- und kunstvoll zieht es den Zuschauer in einen Sog, dem er sich nicht entziehen kann und will.“
Die 3sat-Sendung Kulturzeit fasste die Kritiken zum Film wie folgt zusammen: „Kraftvoll und kompromisslos erzählen die Brüder Reding ihre Geschichte und nähern sich dennoch sehr behutsam dem eigentlichen Thema ihres Films: Schuld und Sühne. Ihr meisterhaftes Spiel mit Farben und Montage, sowie faszinierende Stunts – etwa der minutiös inszenierte Brand und die Explosion der Tankstelle – dürften auch ein jüngeres Publikum begeistern. Bemerkenswert sind auch die hervorragenden Schauspieler, allen voran der Breakdancer Lukas Steltner als Bastian und der Rapper Sascha Reimann alias Ferris MC als Festus.“
Zu einer völlig anderen kritischen Schlussfolgerung kommt dagegen die Fachzeitschrift Schnitt: „Das Reding-Universum ist eins der Männerbünde, wo Verabredungen per Handschlag getroffen und Vertrauensbrüche mit der Faust gerächt werden. Hier wird nicht psychologisiert, sondern gesetzt. Das kann man erfrischend anti-aufklärerisch finden, gleich reaktionär oder schlicht unterkomplex. In jedem Fall haben sich die beiden Brüder dramaturgisch und formal deutlich verhoben, wie ein Bodybuilder, der vor lauter Kraft kaum noch gehen kann und plötzlich Pirouetten drehen will.“
Das Lexikon des Internationalen Films urteilt: „Bildgewaltiges, pulsierend-leidenschaftliches Kino um Gewalt, Schuld und Reue, das durch sein Gespür für subkulturelle, anti-bürgerliche Lebensformen ebenso fasziniert wie durch seine auf starke Kontraste setzende, expressive Inszenierung und mitreißende Darstellerleistungen.“

## Auszeichnungen
- Publikumspreis, Festival des deutschen Films, Mannheim-Ludwigshafen, 2007
- Darstellerpreis für Sascha Reimann, Internationales Jugendfilmfestival Wien (GAFFA), 2007
- Otto Sprenger Preis, Internationales Filmfest Oldenburg, 2007
- Hauptpreis Goldener Biber, Filmfest Biberach, 2007
- Filmbewertungsstelle Prädikat: Besonders wertvoll

## Ausstellungen
- 2010/2011 zur Filmarchitektur in Für den unbekannten Hund in den AIT-Architektursalons in Hamburg, München und Köln[9]